# Política espléndida
Política espléndida (en hangul, 화정; en hanja, 華政; romanización revisada, Hwajung), también conocida como Hwajung: The Princess of Light, es una serie de televisión histórica surcoreana emitida originalmente durante 2015 y protagonizada por Cha Seung-won, Lee Yeon Hee, Kim Jae Won, Seo Kang Joon, Han Joo Wan y Jo Sung-ha.
Fue transmitida por MBC desde el 13 de abril hasta el 29 de septiembre de 2015, con una longitud final de 50 episodios emitidos cada lunes y martes a las 22:00 (KST). La serie dramatiza la vida de la princesa Jung Mung durante el mando del Rey Gwanhae, quien planea convertir a Joseon en una potencia utilizando la pólvora y ella recuperar lo que le pertenece.

## Argumento
El príncipe Gwanghae (Cha Seung-won), hijo de una concubina, usurpa el trono de su padre el rey Seonjo, con la ayuda de la reina, a cambio de mantener a la princesa Jung Myung (Lee Yeon Hee) y su hermano Yeong Chang (Jeon Jin-seo) a salvo, ya que su vida está en peligro ante tal acción, pero por desgracia Yeong Chang muere en un incendio y la princesa quien logra escapar, es dada por muerta.
En su exilio, la princesa llega a Nagasaki convertida en esclava de una mina de azufre y haciéndose pasar por hombre, mientras que en Joseon el Rey Gwanhae inicia sus planes de fabricar pólvora, ya que Ming no suministra cantidades adecuadas, y el rey, insatisfecho, planea convertir a Joseon en una potencia.
El azufre comienza a ser traído desde Japón y en una visita diplomática, Hong Joo Won (Seo Kang Joon) conoce a Jung Myung en Edo y la trae de regreso a Joseon, donde ella planea una venganza contra el rey, pero al pasar el tiempo se da cuenta de que tras su "supuesta muerte" él no tuvo participación, y acaba aliándose con él y descubriendo a quienes conspiran contra la realeza.

## Reparto

### Personajes principales
- Cha Seung-won como Príncipe Gwanghae.[4]
- Lee Yeon Hee como Princesa Jungmyung.[5]
- Kim Jae Won como Príncipe Neungyang.
- Seo Kang Joon como Hong Joo Won.
  - Yoon Chan Young como Joo Won de joven.
- Han Joo Wan como Kang In Woo.
  - Ahn Do-gyu como Kang In Woo (joven).
- Jo Sung-ha como Kang Joo-sun.

### Personajes secundarios
- Shin Eun Jung como Reina Inmok.
- Jeon Jin-seo como Gran Príncipe Yeongchang.
- Choi Jong Hwan como Principe Imhae.
- Jang Seung Jo como el Príncipe Jeongwon.
- Kim Gyu Sun como Princesa Jeonghye.
- Park Yeong-gyu como Rey Seonjo.
- Kim Yeo Jin como Kim Gae Shi.
- Jung Woong-in como Lee Yi-chum.[6][7]
- Um Hyo-sup como Hong Yeong.
- Kang Moon Young como Señorita Yoon.
- Baek Sung-hyun como Príncipe Heredero So-hyeon.
- Kim Chang Wan como Yi Won Ik.
- Nam Myung Ryul como Chung In Hong.
- Lee Sung-min como Yi Deok Hyeong.
  - Nam Da Reum como Deok Hyeong (de joven).
- Kim Seung Wook como Yi Hang Bok
- Yoo Seung-mok como Yoo Hee-boon.
- Park Won-sang como Jang Bong Soo.[8]
- Kim Kwang-kyu como Yi Yeong-bu.[8]
- Kwak Dong Yeon como Yi Ui Rip.
- Lee Tae-ri como Gran Príncipe Bongrim, más tarde el Rey Hyojong.
- Ahn Nae-sang como Gyeoson Ho-gyon.
- Jo Jae Ryong como Bang Geun.
- Lee Seung Hyung como Yi Seo.
- Hwang Young-hee como Ok-joo.
- Gong Myung (5urprise) como Ja Kyung.
  - Kang Chan Hee como Ja Kyung (Joven).
- Jang Gwang como Yi Gwi.
- Baek Su Ryeon como Soo Ryeon Gae.
- Kim Ki Bang como Gu Bok.

## Emisión internacional
- Canadá: All TV (2015).
- Estados Unidos: MBC America (2015).
- Hong Kong: Drama Channel.
- Japón: KNTV (2015).
- Malasia: Oh!K.
- Singapur: Oh!K.